# Anthony Wynne
Anthony Wynne, pseudonimo di Robert McNair Wilson (1882 – 1963), è stato un medico e scrittore inglese.

## Biografia
Wynne si laureò in medicina presso l'Università di Glasgow e svolse la sua attività di dottore a Londra. Fu solo nel 1925 che esordì nella narrativa gialla con The Sign of Evil, introducendo il personaggio di Eustace Hailey, un dottore specializzato in malattie della mente e detective dilettante. Il personaggio comparirà in tutte le sue opere. Il romanzo considerato il capolavoro di Wynne è Il coltello nella schiena (1933, The Case of the Gold Coins).

## Opere
- The Mystery of the Evil Eye (1925)
- The Double-Thirteen Mystery (1926)
- The Horseman of Death (1927)
- The Mystery of the Ashes (1927)
- Sinners Go Secretly (1927)
- The Dagger (1928)
- Red Scar (1928)
- The Fourth Finger (1929)
- The Room with the Iron Shutters (1929)
- The Blue Vesuvius (1930)
- The Yellow Crystal (1930)
- Murder of a Lady (1931)
- The Silver Arrow (1931)
- The Case of the Green Knife (1932)
- The Case of the Red-Haired Girl (1932)
- Murder in Thin Air (1932)
- The Case of the Gold Coins (1933), edito in Italia con il titolo Il coltello nella schiena
- The Loving Cup (1933)
- Death of a Banker (1934)
- The Holbein Mystery (1935), edito in Italia con il titolo La dama in rosso
- The Toll-House Murder (1935)
- Death of a Golfer (1937)
- Death of a King (1938)
- Door Nails Never Die (1939)
- The House on the Hard (1940)
- Emergency Exit (1941)
- Murder in a Church (1942)
- Death of a Shadow (1950)